# Хелмеджел
Хелмеджел (рум. Hălmăgel) — село у повіті Арад в Румунії. Адміністративний центр комуни Хелмеджел.
Село розташоване на відстані 339 км на північний захід від Бухареста, 101 км на схід від Арада, 93 км на південний захід від Клуж-Напоки, 121 км на північний схід від Тімішоари.

## Населення
За даними перепису населення 2002 року у селі проживали 624 особи, усі — румуни. Усі жителі села рідною мовою назвали румунську.